# Topologia banale
Uno spazio topologico X ha la topologia banale quando gli unici aperti di X sono l'insieme vuoto e X stesso.
La topologia banale è la meno fine fra tutte le topologie che possono essere assegnate ad un insieme. All'estremo opposto, la topologia discreta è la più fine di tutte.
Un simile spazio è caratterizzato da una pseudometrica del tipo:
{\displaystyle d(x,y)=0\quad \forall x,y\in X}

## Proprietà
- Un insieme con topologia banale contenente almeno due punti non soddisfa nessuno degli assiomi di separazione.
- Le uniche funzioni continue da uno spazio con topologia banale a valori in un qualsiasi spazio topologico sono quelle costanti.
- Tutte le funzioni a valori in uno spazio con topologia banale sono continue.
- Uno spazio con topologia banale è connesso e compatto.
- Uno spazio con topologia banale è omogeneo: i punti sono indistinguibili.
- Gli spazi con topologia banale a meno di omeomorfismo sono classificati dalla loro cardinalità.